# Terza età in Giappone

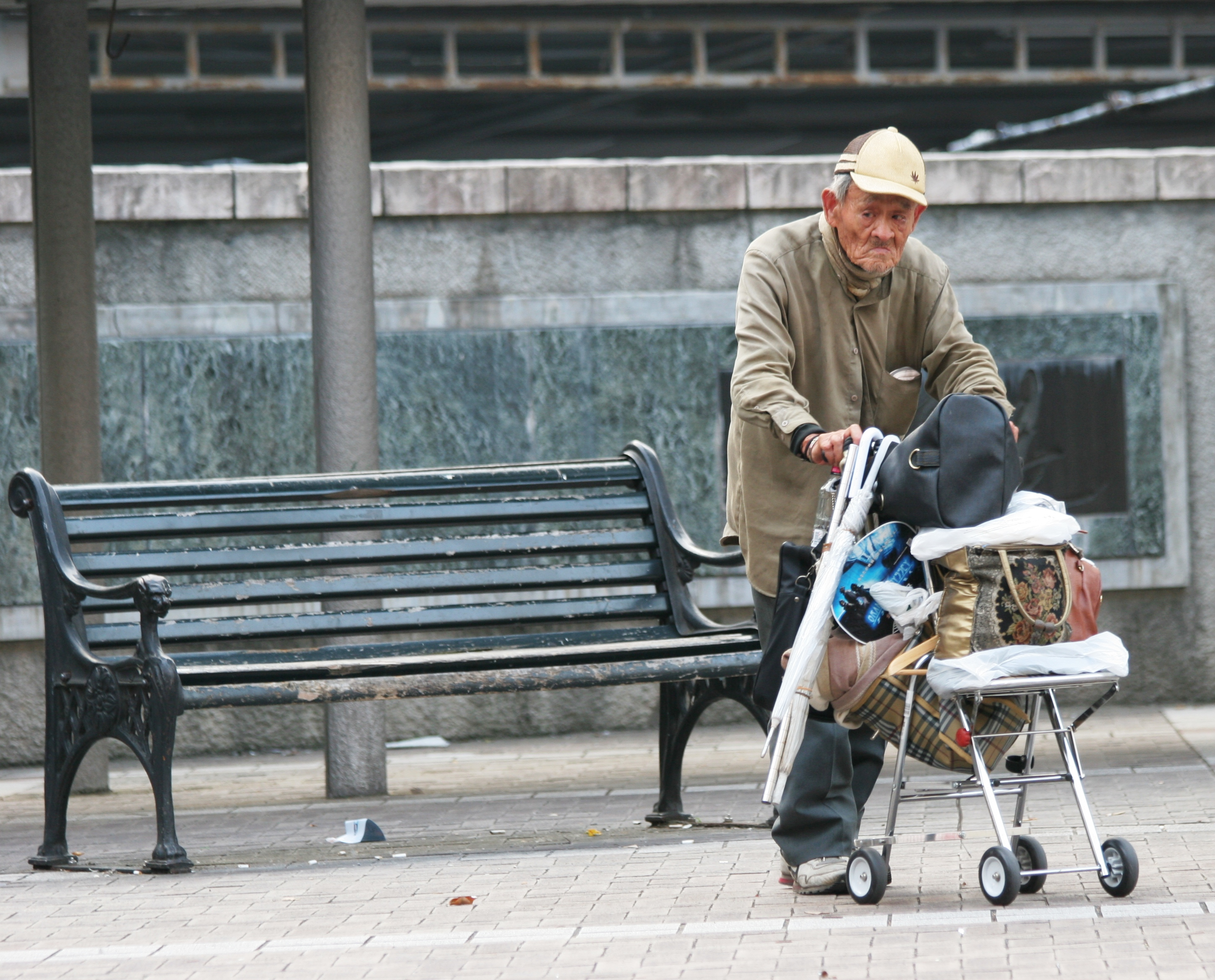
Un anziano in Giappone

Gli anziani in Giappone costituiscono una fetta importante della popolazione del paese. Secondo una stima riferita al 2016 una persona su quattro possedeva un'età pari o superiore a 65 anni, corrispondente al 27,3% della popolazione totale, la più alta percentuale al mondo. Il Giappone è interessato da un drastico invecchiamento demografico e si prevede che gli over 65 rappresenteranno il 40% della popolazione entro il 2060.
L'età pensionabile in Giappone è fissata a 65 anni, ma molti anziani scelgono di continuare a lavorare anche dopo aver raggiunto tale traguardo. Nel 2015 i lavoratori ultrasessantacinquenni erano 7,3 milioni. Proprio la forte etica del lavoro, insieme al senso di appartenenza, la consapevolezza di essere ancora importanti e necessari per la famiglia e la società, sommate a una alimentazione povera di calorie sono tra i segreti della longevità dei giapponesi. Nel 2015 l'aspettativa di vita alla nascita era infatti di 87,3 anni, la media più alta sul pianeta.

## Ruolo degli anziani nella società

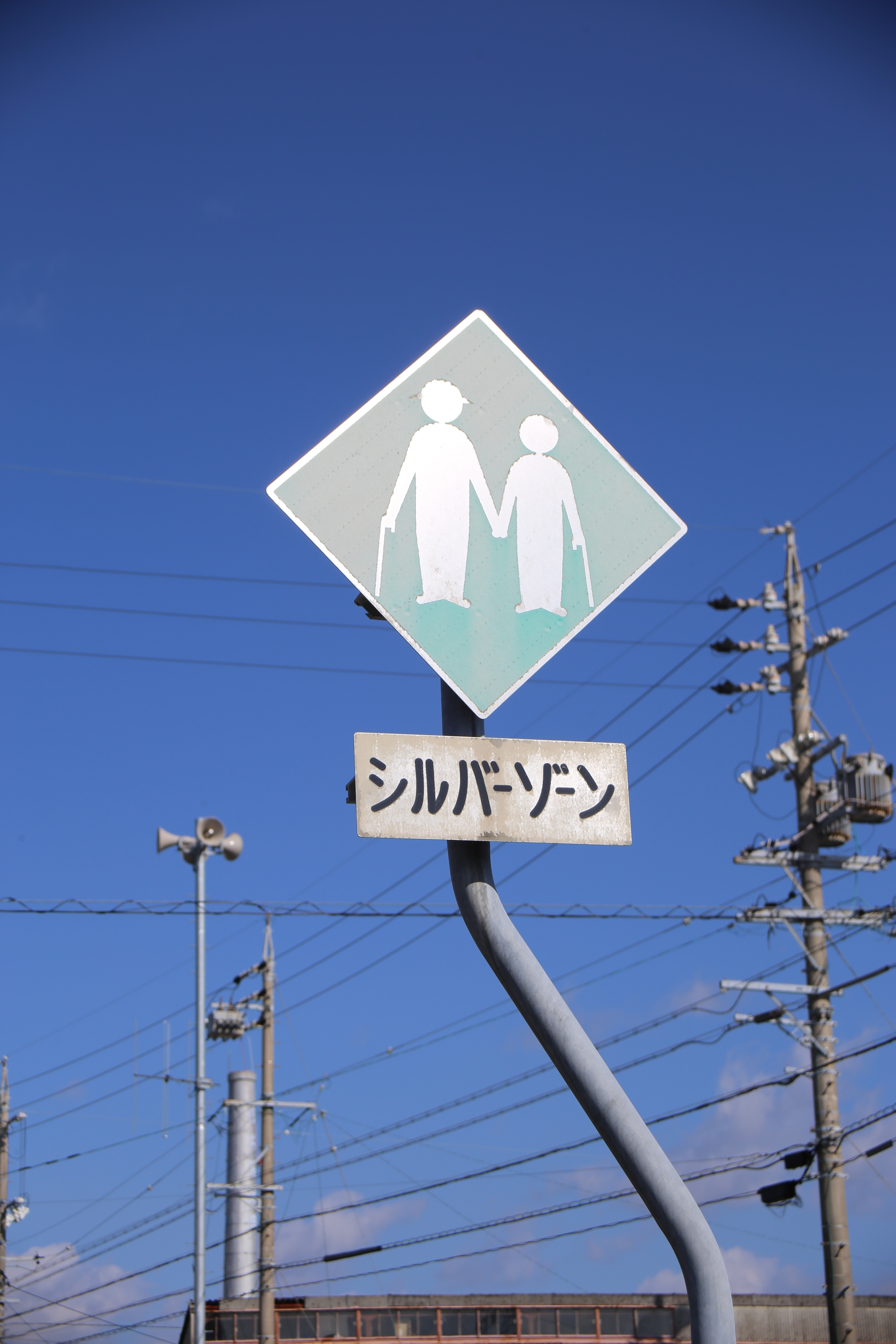
Cartello stradale che indica l'inizio di una silver zone

La terza età in Giappone rappresenta idealmente il momento della vita in cui è possibile venire meno agli obblighi sociali, continuare a fare parte dell'azienda di famiglia pur lasciando la responsabilità principale ai figli, socializzare, ricevere attenzioni dai propri cari e attestati di stima dalla comunità. Alla fine degli anni ottanta del XX secolo, gli elevati tassi di suicidio tra i più anziani (anche se in declino) e la presenza di templi dove potere pregare per una morte rapida stavano a indicare che questo ideale non è stato sempre soddisfatto.
Tuttavia, il Giappone ha sempre avuto un occhio di riguardo per i membri più anziani della società, come testimonia una festa nazionale dedicata al rispetto per gli anziani, nonostante il significato di questa ricorrenza venga spesso dimenticato. Sugli autobus e sui treni sono presenti inoltre segnali e pittogrammi su particolari sedili riservati per ricordare alle persone di cedere il posto ai passeggeri più anziani, mentre alcune aree delle città (dette silver zone, in giapponese シルバーゾーン?, shirubā zōn) sono delimitate da appositi cartelli stradali che segnalano la possibile presenza di anziani e invitano a una guida prudente e consapevole.

### Nel secondo dopoguerra

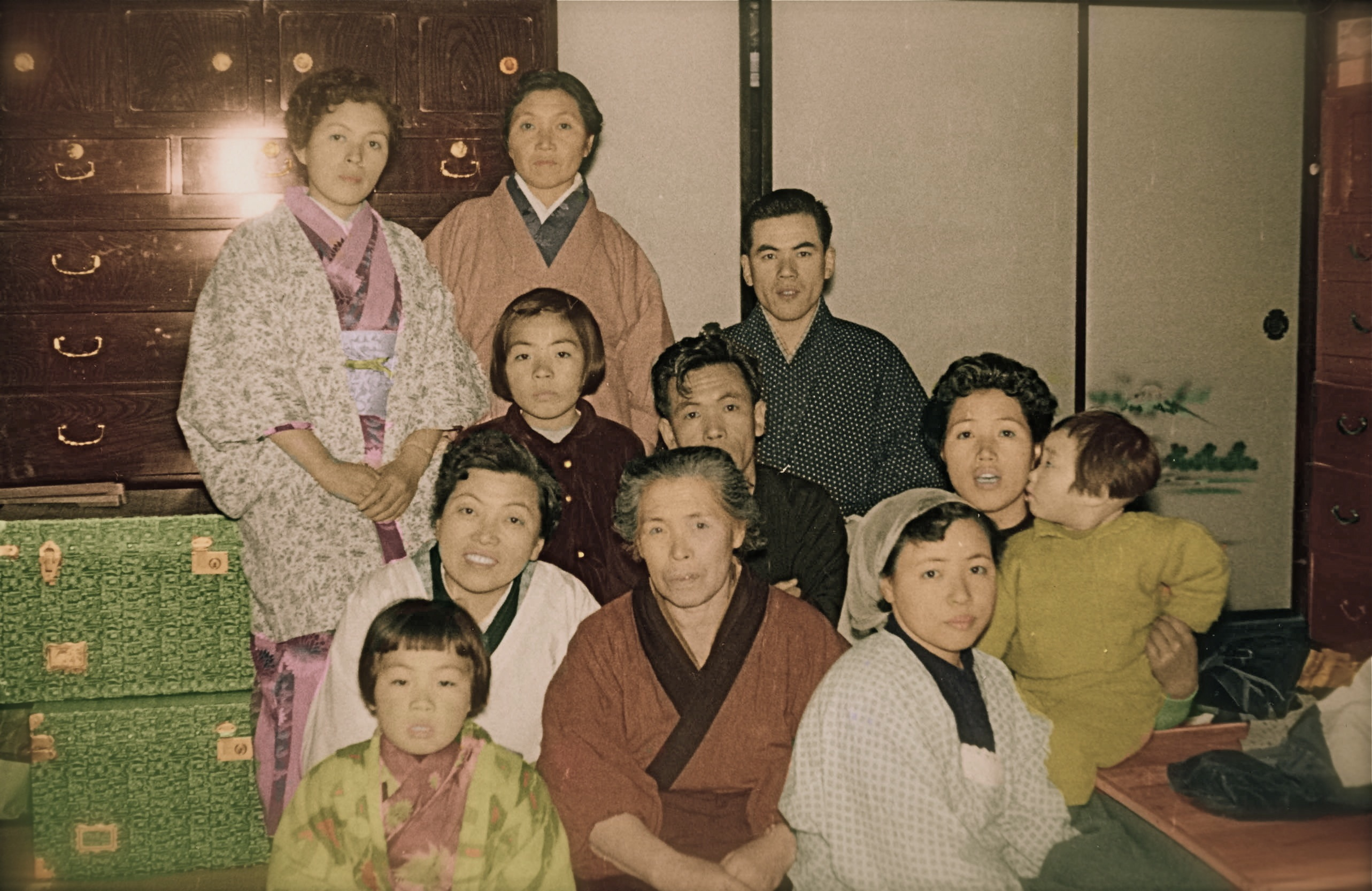
Una famiglia giapponese nel 1957

Sebbene l'età di pensionamento standard durante la maggior parte del secondo dopoguerra fosse 55 anni, in Giappone negli anni ottanta le persone di 65 anni o più anziane avevano maggiori probabilità di lavorare rispetto a quelle di qualsiasi altro paese sviluppato. Nel 1987 circa il 36% degli uomini e il 15% delle donne in questo gruppo di età facevano parte della popolazione attiva. Nonostante ciò, grazie a migliori benefici pensionistici e a causa di minori opportunità nel lavoro agricolo o in altri settori autonomi, la partecipazione alla forza lavoro degli anziani è diminuita costantemente dal 1960. Nel 1986 circa il 90% degli intervistati giapponesi dichiarava di voler continuare a lavorare anche dopo aver compiuto 65 anni. Come motivazioni venivano indicate sia ragioni economiche sia sanitarie. Altri fattori, come una forte etica del lavoro e il centraggio dei legami sociali degli uomini intorno al posto di lavoro, avevano anch'essi una certa rilevanza. Il lavoro non era comunque sempre disponibile, e gli uomini e le donne che sceglievano di lavorare anche dopo la pensione di solito andavano incontro a notevoli tagli di stipendio e a una diminuzione del prestigio professionale. Tra il 1981 e il 1986 la percentuale di persone di 60 anni o più che facevano affidamento sulla pensione pubblica come fonte principale di reddito è passata dal 35 al 53%, mentre quella di coloro che dipendevano da uno stipendio dal 31 al 25%; la percentuale di coloro che si mantenevano grazie all'aiuto dei figli era invece diminuita dal 16 al 9%.

### Alla fine del XX secolo
Dalla fine del XX secolo si è verificato un cambiamento di tendenza che vede sempre più spesso le famiglie nucleari essere preferite alla tradizionale famiglia di tre generazioni (三世代家族?, sansedai kazoku) da cui gli anziani, abituati a valori diversi e che si aspettano di vivere con la famiglia del figlio durante la vecchiaia, sono esclusi. La percentuale di anziani che vive con i figli è diminuita dal 77% del 1970 al 65% del 1985, anche se questa percentuale era ancora di molto superiore a quella di altri paesi industrializzati. Anche il numero di anziani che viveva nelle case di riposo o di cura è aumentato dai circa 75.000 del 1970 agli oltre 216.000 del 1987.
Ma ancora, questo gruppo era una piccola parte della popolazione anziana totale. Gli over 65 che vivevano da soli o con il coniuge costituivano il 32%. Secondo un sondaggio governativo meno della metà degli intervistati riteneva che fosse dovere del figlio maggiore occuparsi dei genitori, ma il 63% riteneva al contrario che fosse una cosa naturale. Nel Giappone moderno i motivi che spingono gli anziani a vivere a casa dei figli sono cambiati rispetto al passato, passando dall'essere una soluzione ovvia per una società agricola a una possibile opzione per far fronte a circostanze come malattie o vedovanze tipiche di una società postindustriale.

### Nell'era moderna
In età contemporanea la salute degli anziani è responsabilità della società nel suo complesso. L'assistenza morale e materiale ai genitori anziani, tuttavia, viene vista ancora come un dovere che grava su tutti i familiari, in particolare sulle nuore. Nel 2015 177.600 persone di età compresa tra i 15 e i 29 anni si occupavano personalmente delle necessità di un membro della famiglia più anziano. Nel 2013 si contavano comunque quasi due milioni di sessantenni che vivevano da soli ed estraniati dalla società, e ogni anno migliaia di morti passano inosservate per giorni o addirittura settimane, in un fenomeno moderno noto come kodokushi (孤独死? "morte solitaria"). Secondo una stima del governo nel 2015 le famiglie formate da ultrasessantacinquenni erano 21,71 milioni, di cui quasi 6 milioni mononucleari.

## Invecchiamento della popolazione e terza età

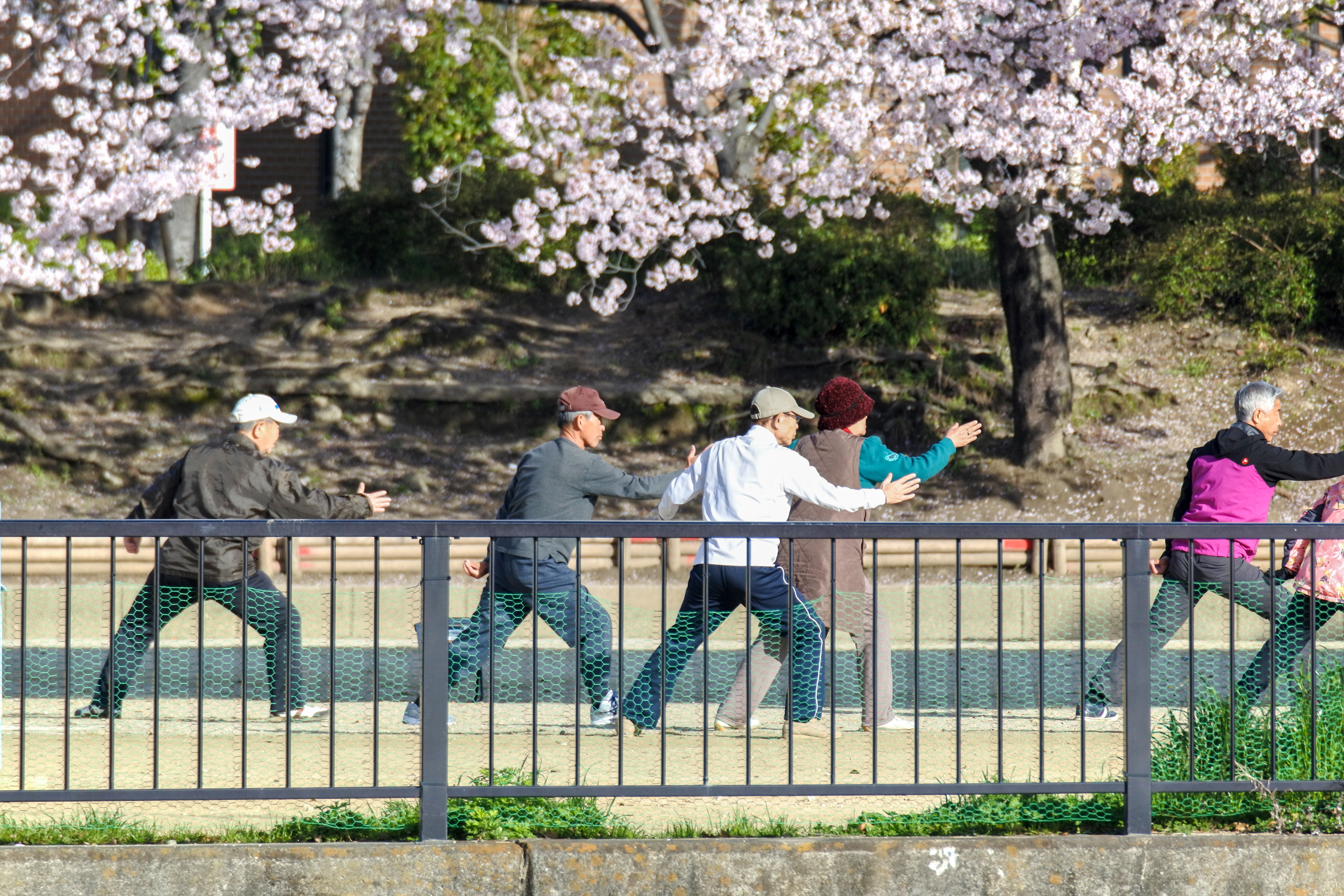
Anziani impegnati in attività fisiche a Osaka

In Giappone l'invecchiamento della popolazione (高齢化社会?, kōreika shakai) è uno dei principali problemi del paese. Secondo una stima riferita al 2014 una persona su quattro possedeva un'età pari o superiore a 65 anni, corrispondente al 27,3% della popolazione totale, la più alta percentuale al mondo. Si prevede che entro il 2060 questi rappresenteranno il 40% della popolazione totale. Il governo del Giappone ha risposto alle preoccupazioni circa i problemi che i cambiamenti demografici possono comportare all'economia e al benessere del paese con politiche volte, tra le altre cose, a rendere gli anziani più attivi all'interno della società.
Non solo molti anziani scelgono di continuare a lavorare anche dopo il raggiungimento dell'età da pensione per combattere i problemi di salute psicologica e fisica, ma alcuni scelgono di partecipare ad attività sociali, di svago, hobby e ikigai — che significa approssimativamente "ragione di vita" — per evitare di diventare un onere per le loro famiglie. Tenendosi occupati e produttivi, gli anziani partecipano ad attività di volontariato nelle organizzazioni della società civile e nei progetti comunitari, mentre altri si uniscono ai progetti di sviluppo all'estero sotto gli auspici del Corpo di volontariato d'oltremare del Giappone. Oltre alle attività fisiche, anche le pratiche mentali sono incoraggiate, come la lettura ad alta voce, che è considerata utile per mantenere la propria capacità di concentrazione ed è più impegnativa della lettura in silenzio. La popolazione anziana attiva inoltre dà vita a un fiorente mercato consumistico, che va dal tempo libero all'educazione e dall'assistenza sanitaria agli immobili.
Il ricorso ai robot per l'assistenza a domicilio degli anziani è un altro ambito su cui il Giappone punta molto, e il loro sviluppo è fortemente finanziato dal governo giapponese. I robot sociali, per esempio, sono progettati per generare risposte emotive o migliorare la comunicazione (come Paro o Pepper), ma anche i robot per l'assistenza fisica, i robot di servizio e i robot da trasporto sono parte integrante delle pratiche di sostegno alle persone anziane.

## Invecchiamento della popolazione e sistema pensionistico
Dagli anni ottanta in poi l'invecchiamento della forza lavoro e la carenza di giovani lavoratori hanno finito per cambiare le caratteristiche del lavoro in Giappone, compreso il sistema pensionistico nazionale. Durante la maggior parte del dopoguerra la soglia di età per andare in pensione era fissata a 55 anni. Poiché i pagamenti per la previdenza sociale del governo iniziavano normalmente a 60 anni, i lavoratori erano costretti a trovare una nuova occupazione per riempire il divario quinquennale. Tuttavia, nel 1986 la Dieta approvò la legge relativa alla stabilizzazione dell'occupazione per i più anziani per fornire diversi incentivi alle imprese in modo da portare l'età di pensionamento a 60 anni. Molte aziende giapponesi sollevarono ulteriormente l'età pensionabile stabilita, anche in risposta alla nuova legge. E nonostante le politiche di pensionamento obbligatorie, molte aziende giapponesi permettevano ai loro dipendenti di continuare a lavorare oltre i 60 anni, anche se percependo salari ridotti.
Negli anni successivi il governo riformò nuovamente il sistema con l'intenzione di portare gradualmente l'età pensionabile da 60 a 65 anni. Nel quadro del sistema rivisto, i contributi pagati in quote uguali da parte del datore di lavoro e del dipendente dovrebbero essere equivalenti a circa il 30% dei salari, a differenza del 40% previsto dal vecchio sistema.
Nel 2015 i lavoratori con un'età pari o superiore ai 65 anni erano 7,3 milioni. I motivi per cui così tante persone in età senile scelgono di continuare a lavorare sono vari: per integrare i redditi pensionistici inadeguati, per dare senso alla propria vita o per continuare a sentirsi parte della società.

## Centenari giapponesi
Il Giappone si trova al primo posto nel mondo quanto ad aspettativa di vita alla nascita, con una media di 87,3 anni nel 2015. L'arcipelago giapponese detiene anche il record per il maggior numero di centenari, 65.692 nel 2016. Secondo le stime del Ministero della salute vi sono 51,68 centenari ogni 100.000 abitanti, rapporto che sfiora i 97 ogni 100.000 abitanti nella prefettura di Shimane. Le donne sono in netta maggioranza rispetto agli uomini, 57.525 (pari all'87,6%) contro 8.167.
Tra i segreti di tale longevità vengono citati il tipo di alimentazione, l'attitudine mentale e il senso di appartenenza alla comunità. In particolare sull'isola di Okinawa, dove è diffuso un caratteristico regime alimentare che si ispira alla filosofia dell'ishokudōgen (医食同源? "il cibo è medicina") e un senso di profonda solidarietà sociale tra tutti i membri del villaggio (ゆいまーる?, yuimāru), malattie cardiovascolari e tumori sono ridotti rispettivamente dell'80% e del 40% rispetto agli Stati Uniti, mentre l'incidenza di altre malattie legate alla vecchiaia come osteoporosi, ipercolesterolemia e demenza è anch'essa inferiore al resto del mondo.